# Jürgen Girgensohn
Jürgen Girgensohn (* 21. August 1924 in Kassel; † 24. Juli 2007 in Nottingham) war ein deutscher Politiker (SPD). Er war von 1970 bis 1983 Kultusminister des Landes Nordrhein-Westfalen.

## Ausbildung und Beruf
Ab 1934 ging Girgensohn auf das Gymnasium in Soest, konnte aber erst 1947, nach Reichsarbeitsdienst, Kriegsdienst und Kriegsgefangenschaft, das Abitur machen.
Von 1943 bis 1945 war er Panzersoldat an der Ostfront. Er gehörte der SS-Division „Wiking“ an. Über seine Zeit als SS-Rottenführer erzählte er in einem Fernsehinterview: „Wir waren in der Ausbildung wirklich auch abgerichtet worden, wenn Sie so wollen, mit manchmal sehr brutalen Mitteln. Nicht jeder hat das ausgehalten. Es gab auch einige, die da heraus wollten, die das nicht anders konnten als durch Selbstmord.“ Götz Aly hatte Girgensohns SS-Vergangenheit entdeckt und ihn damit unter Druck gesetzt.
Nach dem Krieg nahm Girgensohn das Studium an der Pädagogischen Hochschule Dortmund auf. Nach Studienabschluss trat er 1952 als Lehrer in den Volksschuldienst ein. Von 1959 bis 1967 war er als Realschullehrer an der Realschule Oberaden in Bergkamen tätig, ab 1965 als Konrektor.
Seine Erfahrungen aus Krieg und Kriegsfolgen prägten ihn als Person und als Politiker. Er war Teilnehmer an den Ostermärschen, vertrat eine pazifistische Grundeinstellung und wurde Mitglied bei den deutschen Quäkern. Er zeigte aktive Toleranz als Dienstvorgesetzter tausender Lehrer, die gegen den NATO-Doppelbeschluss während der Unterrichtszeit auf die Straße gingen. Seine Sympathie für die Friedensbewegung gegen Ende seiner Amtszeit dokumentiert sich in einem Erlass zur Friedenserziehung. Seinen Lebensabend verbrachte Girgensohn in Nottingham, wo er 2007 starb.
Girgensohn war verheiratet und hatte zwei Kinder.

## Partei
1950 trat Girgensohn in die SPD ein und hatte dort verschiedene Vorstandsämter inne. Unter anderem war er von 1967 bis 1984 Mitglied im Bezirksvorstand Westliches Westfalen und dort ab 1972 stellvertretender Vorsitzender.

## Abgeordneter
Girgensohn war von 1952 bis 1956 Bürgerschaftsvertreter in Kamen, seit 1956 Kreistagsmitglied und ab 1959 stellvertretender Landrat. Von 1966 bis 1985 war er außerdem Mitglied des Landtages von Nordrhein-Westfalen.

## Öffentliche Ämter

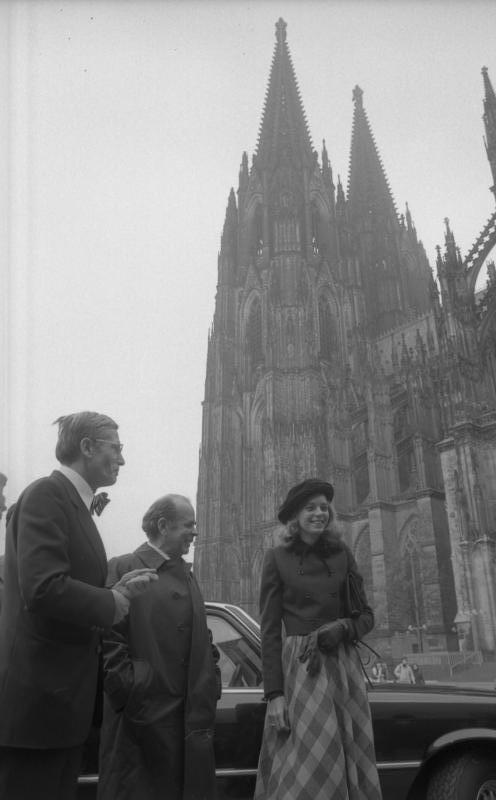
Jürgen Girgensohn am 7. November 1978 beim Staatsbesuch von König Hussein I. und Königin Nūr al-Ḥussain in der Bundesrepublik Deutschland. Von links nach rechts: Hugo Borger, Jürgen Girgensohn und Königin Noor al-Ḥussain. Im Hintergrund der Kölner Dom.

Von 1964 bis 1970 war Girgensohn Landrat des Kreises Unna. Am 8. Dezember 1970 wurde er als Kultusminister in die von Ministerpräsident Heinz Kühn geführte Landesregierung des Landes Nordrhein-Westfalen berufen.
Kernstück der sozialdemokratischen Schulpolitik in NRW unter Girgensohn war der Versuch, die neue Schulform der  Kooperativen Schule (KOOP), einer Form der Gesamtschule, im ganzen Land einzuführen. Gegen die zwangsweise Einführung der kooperativen Gesamtschule richtete sich erbitterter Widerstand. In der Öffentlichkeit wurde von Schulkampf gesprochen. Dieser kulminierte im Jahre 1978. Das neue Schulgesetz, gegen den Willen, aber letztlich mit Zustimmung des Koalitionspartners FDP eingeführt, fand zwar eine Mehrheit im Landtag, nicht jedoch in der Bevölkerung.
Die oppositionelle CDU, die dem Deutschen Beamtenbund zugehörigen Lehrerverbände, insbesondere der Deutsche Philologenverband und der Realschullehrerverband, konservative Elternverbände, besonders die Elternschaft an Gymnasien, und die Kirchen veranstalteten Großkundgebungen und Flugblattaktionen. Es bildete sich eine Initiative Stop KOOP, die vom 16. Februar bis 1. März 1978 mehr als 3,6 Millionen Unterschriften gegen die kooperative Gesamtschule sammelte und damit die damals geltende 20-Prozent-Hürde für ein Volksbegehren weit übertraf. Das neue Schulgesetz wurde so verhindert. Damit war Girgensohns Gesamtschulpolitik gescheitert, und das gegliederte Schulsystem blieb erhalten.
In seine Amtszeit fielen auch Auseinandersetzungen um die Auswirkungen des Radikalenerlasses, den er nur zögerlich umsetzen ließ.
Im Zusammenhang mit der Abwahl von Ilse Brusis als Landesvorsitzende der Gewerkschaft Erziehung und Wissenschaft (GEW) wurde der Gewerkschaft öffentlich vorgeworfen, „offenbar von Radikalen und Kommunisten“ übernommen worden zu sein. Daraufhin wurden die Kabinettsmitglieder, die Mitglieder der GEW waren, öffentlich aufgefordert, diese zu verlassen. Girgensohn entgegnete darauf: „Aus meiner Gewerkschaft trete ich nicht aus, da werde ich höchstens ausgeschlossen!“
Nach einer langen Amtszeit trat Girgensohn am 25. Oktober 1983 von seinem Amt zurück. Sein Nachfolger wurde Hans Schwier.

## Kabinette
Jürgen Girgensohn gehörte den folgenden Kabinetten des Landes Nordrhein-Westfalen an:
- Kabinett Kühn II – Kabinett Kühn III – Kabinett Rau I – Kabinett Rau II